# Субханкулово
Субханку́лово (баш. Собханғол) — село в Туймазинском районе Республики Башкортостан Российской Федерации. Административный центр Субханкуловского сельсовета.

## География
Находится на западе республики, в пределах центральной части Бугульминско-Белебеевской возвышенности на реке Бишинды, к югу от села Старое Субханкулово.

### Географическое положение
Расстояние до:
- районного центра (Туймазы): 9 км,
- ближайшей ж/д станции (Туймазы): 9 км.

Вблизи находятся: деревни Дуслык в 2 км и Нуркеево в 4 км.

## История
Основано в 1946 году со статусом посёлка городского типа. Преобразовано в село в 2006 году.

## Население
| 1970 | 1979  | 1989  | 2002  | 2009  | 2010  | 2021  |
| ---- | ----- | ----- | ----- | ----- | ----- | ----- |
| 3757 | ↗4855 | ↗5410 | ↗5663 | ↘5452 | ↗5598 | ↘5595 |

Согласно переписи 2020 года, преобладающая национальность — русские (35,7 %), башкиры (32,9 %), татары (28,3 %).

## Известные уроженцы
- Аюпов, Рафгетдин Талипович (15 марта 1914 — 19 декабря 1987) — нефтяник, машинист нефтеперекачивающей станции, Герой Социалистического Труда (1966)[6][7].

## Инфраструктура
Состоит в основном из 5-этажных домов, есть частный сектор. Развита торговая система: имеются много магазинов, пекарен.
В селе работают Дом культуры, две библиотеки, школа, детский сад, спорткомплекс.
Основа экономики — сельское хозяйство, есть нефтеперекачивающая станция. Действует цех по разливу минеральной воды.

## Транспорт
Автобусное сообщение с г. Туймазы. Остановочный пункт 1352 километр.

## Религия
В селе есть мечеть.